# William Joseph Simmons
Pour les articles homonymes, voir Simmons.
William J. Simmons (né le 6 mai 1880 à Harpersville, Comté de Shelby (Alabama) (États-Unis), mort le 18 mai 1945 à Atlanta) est un prédicateur américain suprémaciste blanc qui restaura la société secrète terroriste l'Ordre des Chevaliers de l'Empire Invisible du Ku Klux Klan (KKK) durant la nuit de Thanksgiving en 1915,,.

## Biographie
Le 17 août 1915, William Joseph Simmons et d'autres membres lynchèrent Leo Frank, un Juif accusé du meurtre de Mary Phagan, et, le 16 octobre suivant, les Knights of Mary Phagan allumèrent une croix au sommet de la Stone Mountain, en Géorgie. Cette image de la croix enflammée, qui n'existait pas dans le premier Klan, est peut-être inspirée du film Naissance d'une nation, sorti peu de temps avant. Sous sa direction, le Klan se fait connaitre par de nombreuses exactions envers les Afro-Américains et les Blancs qui les soutiennent : assassinats, viols, attentats, etc., faisant des milliers de victimes.
Lors de la nuit de Thanksgiving, en 1915, Simmons et quinze de ses hommes remontent à nouveau la Stone Mountain pour brûler une seconde croix et marquer ainsi la seconde fondation du Ku Klux Klan.